# Étiquette de bière

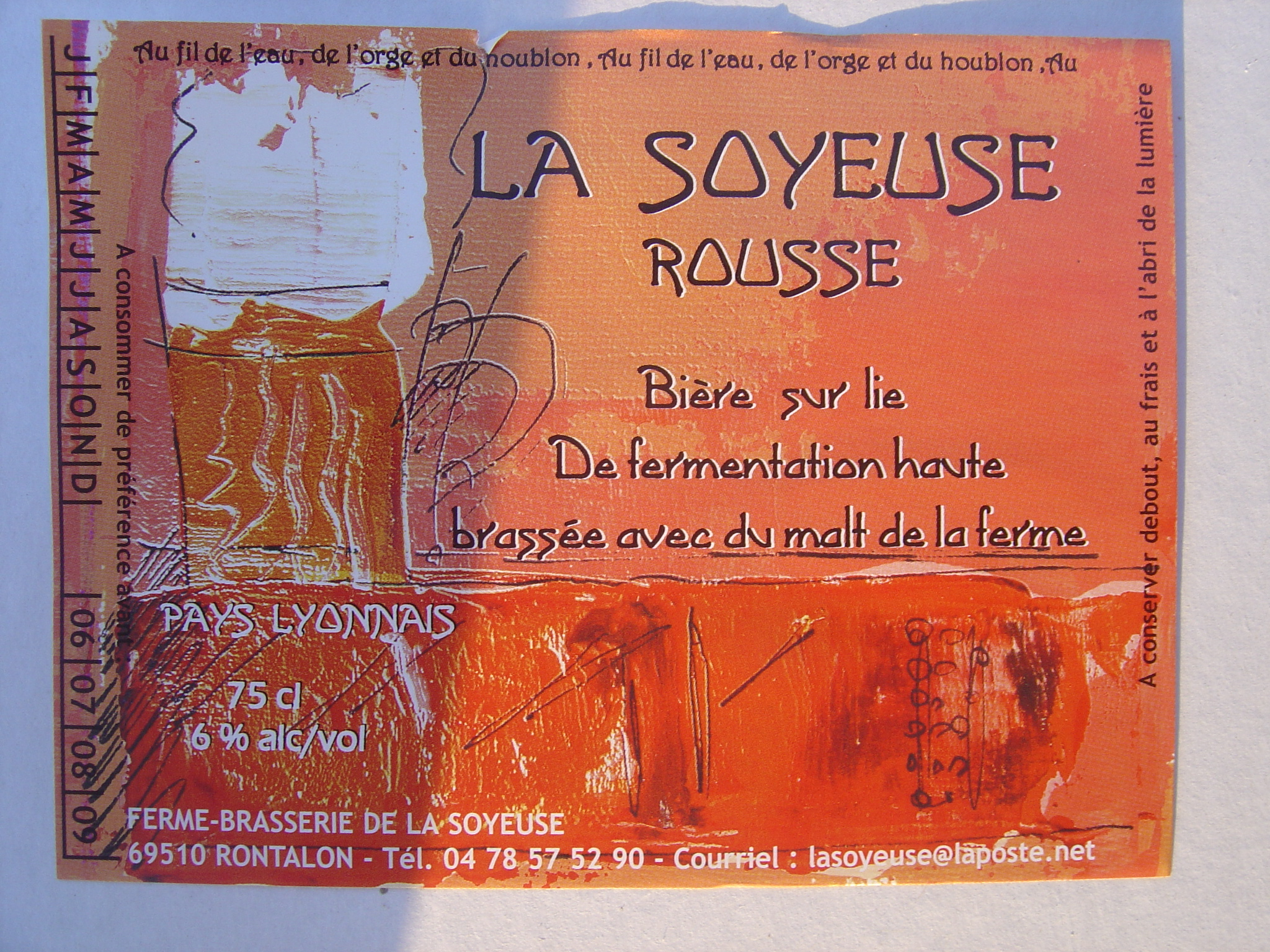
Étiquette française

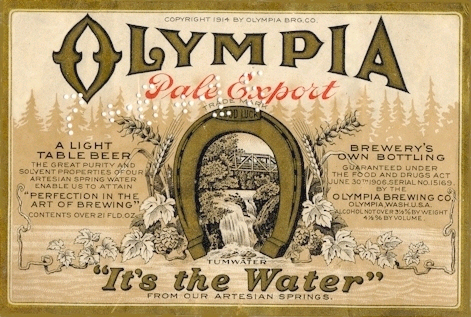
Étiquette américaine

Pour les articles homonymes, voir Étiquette.
Vous pouvez aider à l'améliorer ou bien discuter des problèmes sur sa page de discussion.
- Il ne cite pas suffisamment ses sources. Vous pouvez indiquer les passages à sourcer avec {{référence nécessaire}} ou {{Référence souhaitée}}, et inclure les références utiles en les liant aux notes de bas de page. (Marqué depuis avril 2021)
- Il contient une ou plusieurs listes. Le texte gagnerait à être rédigé sous la forme d’un ou plusieurs paragraphes synthétiques, afin d’être plus agréable à lire. (Marqué depuis avril 2021)

- Archive Wikiwix
- Bing
- Cairn
- DuckDuckGo
- E. Universalis
- Gallica
- Google
- G. Books
- G. News
- G. Scholar
- Persée
- Qwant
- (zh) Baidu
- (ru) Yandex
- (wd) trouver des œuvres sur Wikidata

L'étiquette de bière est un morceau de papier ou de plastique collé sur une bouteille de bière et sur laquelle sont imprimées des informations légales et publicitaires permettant au producteur de communiquer sur sa bière et au consommateur d'être averti de certains risques et d'effectuer son choix. L'étiquette peut être illustrée de dessins, de photos, de reproductions d'œuvres d'art mais aussi jouer sur la typographie des différentes mentions. 
Une bouteille présente généralement, mais pas nécessairement, les trois éléments suivants : l'étiquette principale, positionnée sur le devant de la bouteille ; la contre-étiquette, située derrière ; et la collerette, située sur le devant, en haut, près du goulot. 
C'est en Allemagne, en 1850 que sont apparues les premières étiquettes de bière, avec l'avènement de la bouteille en verre et de la bière blonde de type pils. En France, il fallut attendre 1868 ; les premières machines à étiqueter arrivèrent vers 1893. 
Il existe differents types d'étiquettes selon les matériaux utilisés pour la bouteille elle-même. De même il existe plusieurs formes d'étiquettes, qui se placent à divers endroits (face, dos, col de la bouteille).
Bien que le système de classification des bières soit variable selon les pays, de même que les appellations ou les mesures (contenance, alcool, calendrier), selon le règlement européen, les mentions suivantes doivent apparaître sur l'étiquette :
- dénomination, par exemple « bière », « bière spéciale », « bière artisanale » ;
- le cas échéant, le traitement subi (pasteurisation…) ;
- quantité nette de produit en centilitres ou autres mesures ;
- nom et adresse du brasseur ou du brasseur-négociant ou de l'embouteilleur ;
- nom du pays d'origine pour celles destinées à l’exportation ;
- code-barres EAN
- pourcentage du volume d'alcool si supérieur à 1,2 %, l’erreur tolérée étant de 0,5 % ;
- logo et unité d'alcool
- logo prévention femme enceinte
- logo d'appellation ou d'indication géographique protégée
- date limite de consommation (DLC) et/ou date limite d'utilisation optimale (DLUO),
- ingrédients contenus, par ordre décroissant selon leur poids (matières premières, épices…),

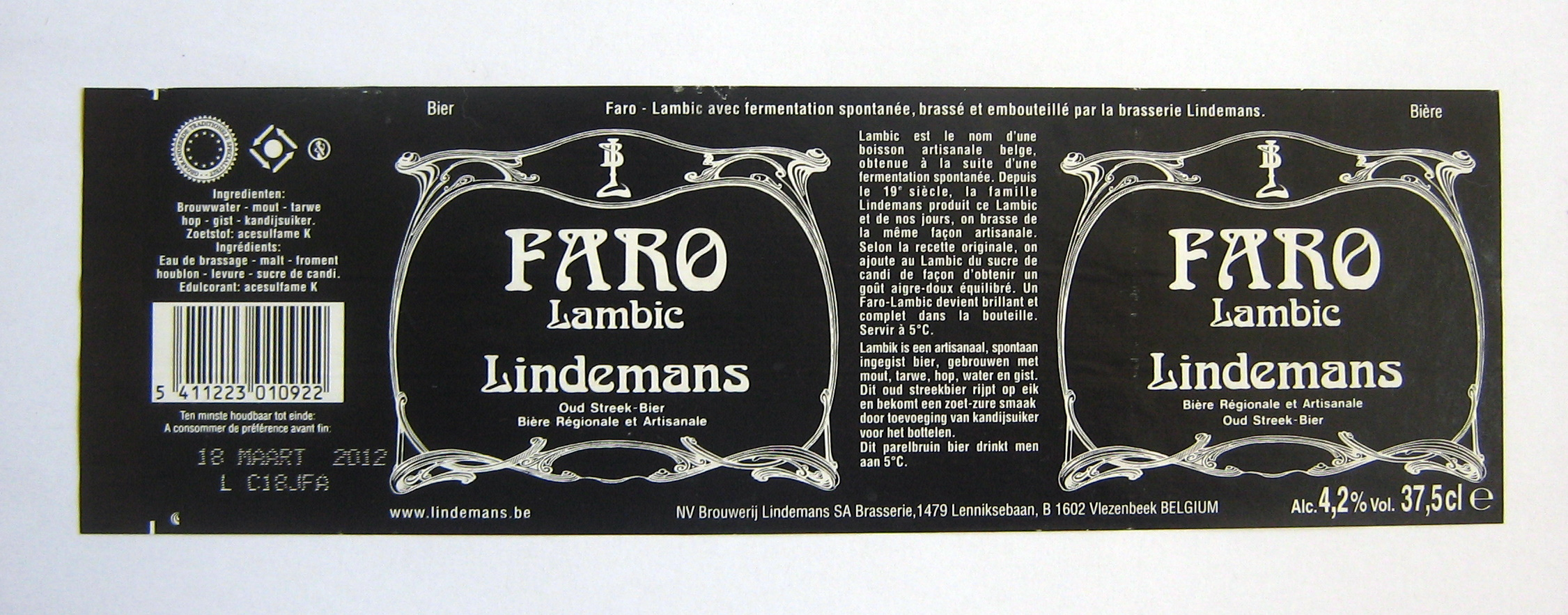
Étiquette belge.

Le maître brasseur peut ajouter des informations supplémentaires. Selon la région ou l'appellation, l'étiquette respecte des standards spécifiques :
- mention plus précise du type de bière ou de fermentation : « blonde », « de garde »… ;
- millésime ;
- type de brassage : rauchbier, dampfbier… ;
- nom des distributeurs, par exemple « sélectionné par… », « importé par… » ;
- médailles ou autres prix accordés à la bière ;
- recommandations de température de service,
- conditions de conservation du produit,

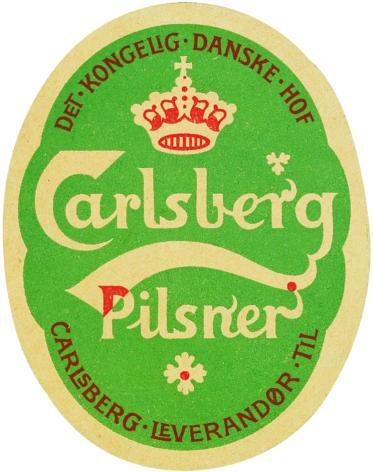
Étiquette danoise
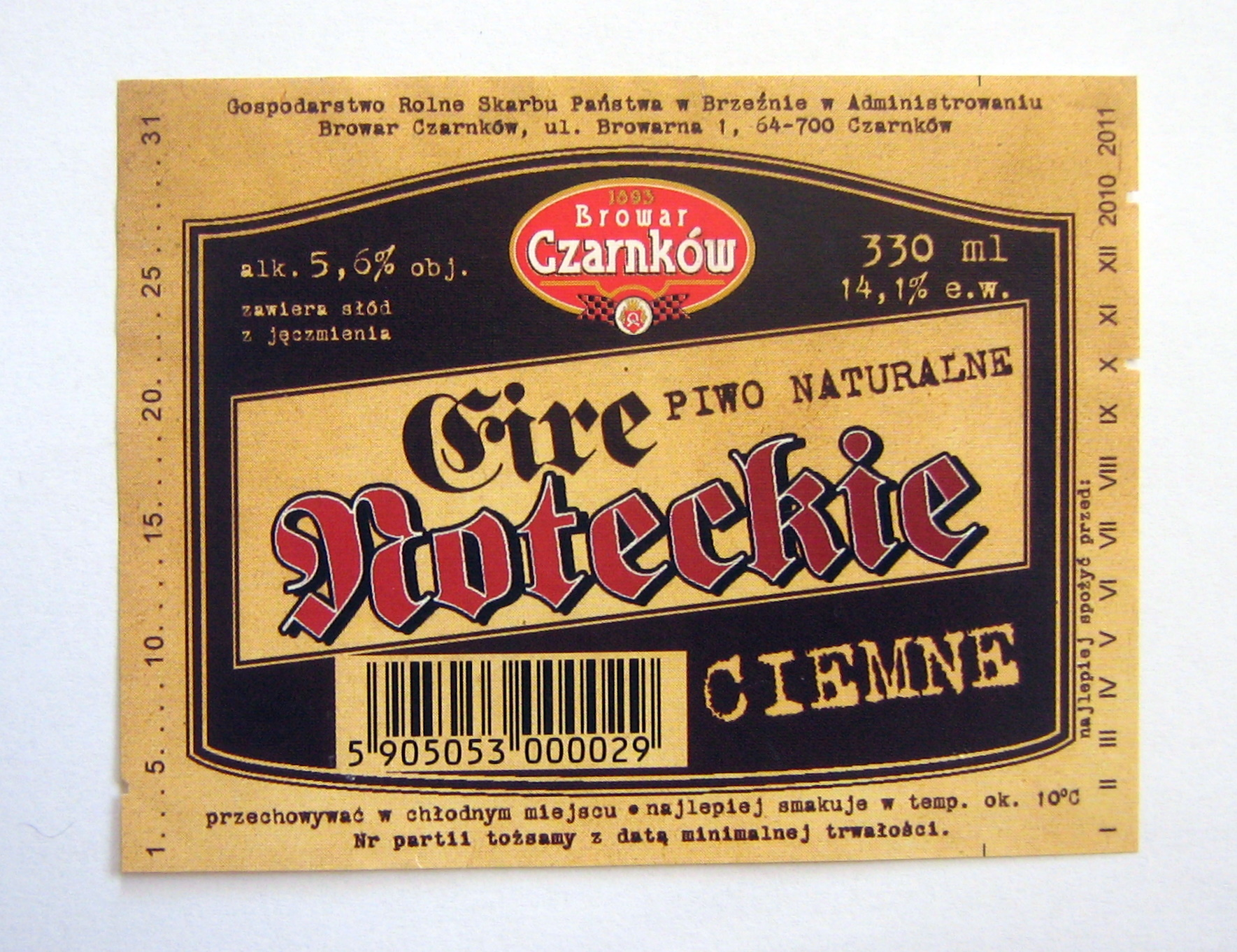
Étiquette polonaise
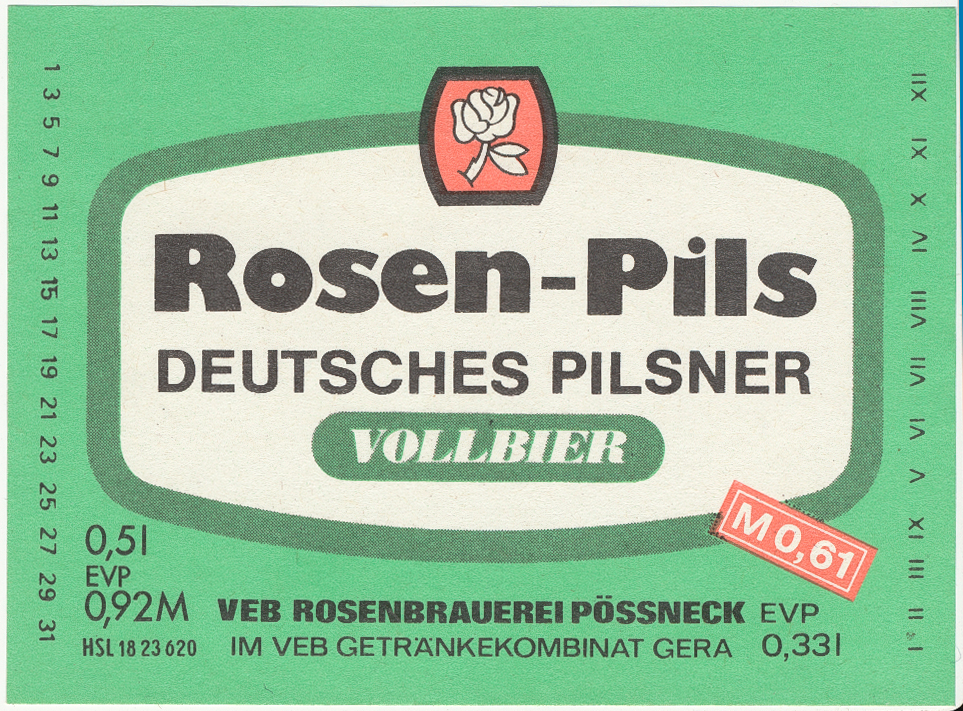
Étiquette allemande
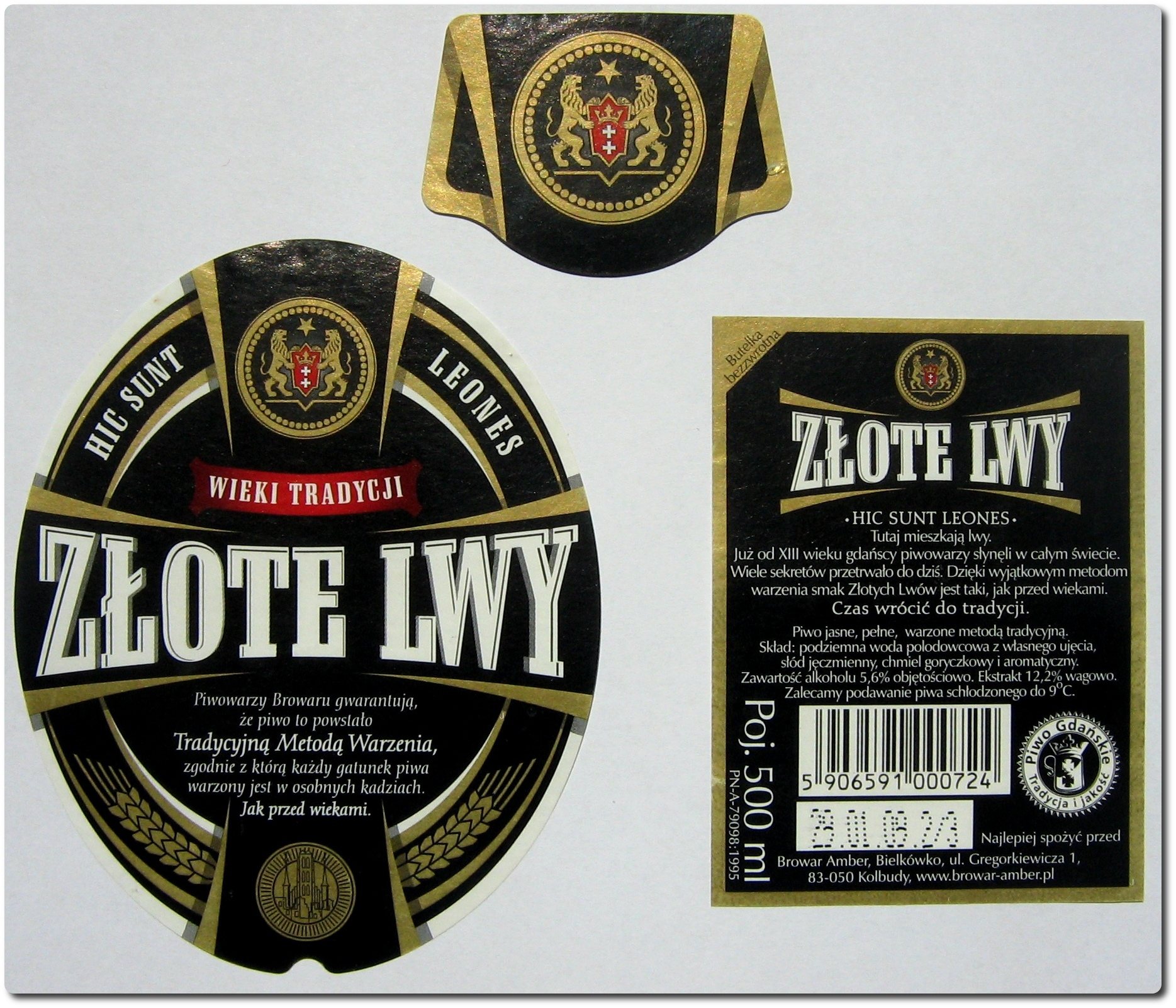
Étiquettes polonaises